# Чарикар
Чарикар (перс. چاریکار) — головне місто долини Кох-Даман і столиця провінції Парван на півночому сході Афганістану. Населення становить приблизно 171 тис. осіб, переважно населенням таджиків.
15 серпня 2021 року бойовики Талібану захопили Чарикар, це була 31-ша столиця провінцій, яку захопили таліби під час наступу 2021 року. Проте, вже 17 серпня сили Панджширського опору відвоювали округ.

## Географія
Чарикар розташований біля в'їзду в долину Панджшир, де рівнини Шамалі стикаються з передгір'ями Гіндукушу.
Лежить на афганській кільцевій дорозі, за 69 км від Кабула по маршруту до північних провінцій. Мандрівники проїжджають через місто під час подорожі до Мазарі-Шарифа, Кундуза або Пулі-Хумрі.

### Клімат
Місто розташоване в зоні, котра характеризується вологим континентальним кліматом з теплим літом. Найтепліший місяць — липень із середньою температурою 25 °C (77 °F). Найхолодніший місяць — січень, із середньою температурою 1.7 °С (35 °F).
| Клімат Чарикара         | Клімат Чарикара | Клімат Чарикара | Клімат Чарикара | Клімат Чарикара | Клімат Чарикара | Клімат Чарикара | Клімат Чарикара | Клімат Чарикара | Клімат Чарикара | Клімат Чарикара | Клімат Чарикара | Клімат Чарикара | Клімат Чарикара |
| Показник                | Січ.            | Лют.            | Бер.            | Квіт.           | Трав.           | Черв.           | Лип.            | Серп.           | Вер.            | Жовт.           | Лист.           | Груд.           | Рік             |
| Абсолютний максимум, °C | 15              | 18              | 17              | 26              | 31              | 33              | 37              | 37              | 33              | 28              | 22              | 13              | 37              |
| Середній максимум, °C   | 7               | 11              | 11              | 16              | 26              | 31              | 34              | 34              | 30              | 24              | 14              | 9               | 21              |
| Середня температура, °C | 2               | 5               | 6               | 11              | 17              | 22              | 24              | 24              | 20              | 13              | 6               | 2               | 13              |
| Середній мінімум, °C    | −3              | 0               | 2               | 6               | 9               | 13              | 15              | 15              | 10              | 3               | −2              | −4              | 5               |
| Абсолютний мінімум, °C  | −10             | −11             | −2              | 0               | 2               | 7               | 11              | 10              | 2               | −1              | −8              | −7              | −11             |
| Норма опадів, мм        | 40              | 20              | 140             | 180             | 0               | 0               | 0               | 0               | 0               | 0               | 20              | 20              | 450             |
| Днів з дощем            | 4               | 2               | 6               | 7               | 0               | 0               | 0               | 0               | 0               | 0               | 1               | 1               | 24              |
| Вологість повітря, %    | 74              | 77              | 70              | 68              | 40              | 26              | 31              | 34              | 29              | 39              | 58              | 64              | 51              |
| ----------------------- | --------------- | --------------- | --------------- | --------------- | --------------- | --------------- | --------------- | --------------- | --------------- | --------------- | --------------- | --------------- | --------------- |
| Джерело: Weatherbase    |                 |                 |                 |                 |                 |                 |                 |                 |                 |                 |                 |                 |                 |

## Історія
1221 року біля Чарикару відбулася битва при Парвані, де Джалал ад-Дін з армією 30 тис. військовиків та 100 тис. помічників розгромив колону з 30 тис. монгольської армії. Це дало його армії достатньо часу, щоби ввійти до північного Пенджабу й уникнути наслідків падіння імперії Хварезмідів.
На початку 19 століття Чарикар став успішним комерційним містом з кількома тисячами жителів. Чарикар був місцем великої битви під час Першої англо-афганської війни. 1841 року було розбито місцевий британський гарнізон. 1842 р. британська армія повернулася, щоб знищити місто задля відплати.
Під час радянсько-афганської війни регіон навколо Чарикара став місцем найжорстокіших боїв. Деякі райони слугували оплотом Організації визволення народу Афганістану (САМА). Чарикар був на передовій між Північним альянсом Ахмада Шаха Масуда та талібами, які захопили Кабул 1996 року. У січні 1997 року таліби взяли під контроль Чарикар, але Масуд відбив його у липні. У серпні 1999 року Талібан почав наступ і ненадовго захопив Чарикар, перш ніж Масуд знову відбив його у терористів.
14 серпня 2011 року група з приблизно шести смертників напала на палац губернатора в Чарикарі. Губернатор Абдул Басір Салангі вижив, але загинуло 19 людей, відповідальність за смерть яких узяли на себе таліби.
19 травня 2020 року озброєні люди відкрили вогонь у мечеті в Чарикарі, вбивши 11 вірян та поранивши 16 інших, це сталося під час вечірньої молитви під час рамадану. Таліби заперечували свою причетність до нападу.
26 серпня 2020 року в місті пройшла повінь, загинули щонайменше 92 людини.
15 серпня 2021 року Чарикар захопили таліби під час наступу талібів 2021 року. Сотні в'язнів утекли з місцевої в'язниці. 17 серпня Панджшерський опір звільнив місто.

## Економіка
Чарикар відомий своїми гончарними виробами та виноградом.

## Інфраструктура
Попри близькість до Кабула, понад половина місцевої землі не забудована. Із забудованих земель майже рівні частини становлять житлові приміщення (37 %), вільні ділянки (32 %) з дорогами.
У місті Чарикар проживає 96,039 осіб (2015), він має 4 поліцейських округи (нахія) із загальною площею 3025 га. Всього в Чарикарі 10671 будинок.